# Carletto Caliari
Carletto Caliari, född 1570 i Venedig, död där 1596, var en italiensk konstnär.
Carletto Caliari var son till Paolo Veronese och stannade efter faderns död kvar i dennes verkstad under farbrodern Benedetto Caliari, även om han åtog sig en del egna uppdrag. Han anknöt sig till faderns teknik och komposition, och de verk som kunnat tillskrivas honom är antingen signerade eller har direkt samband med något av hans signerade verk.